# Philippe Charigot
Pour les articles homonymes, voir Charigot.
Philippe Charigot né le 20 janvier 1955 à Paris est un réalisateur français.

## Biographie
Philippe Charigot est le fils du producteur de cinéma Georges de Beauregard. 
Il rend hommage a son père, décédé en 1985, à l'occasion de la sortie en DVD en 1987, dans un bonus inclus de son long métrage Châteauroux district.

## Filmographie
Assistant réalisateur
- 1975 : Numéro deux de Jean-Luc Godard
- 1977 : Les Fougères bleues  de Françoise Sagan
- 1977 : Le Crabe-tambour de Pierre Schoendoerffer
- 1980 : Tout dépend des filles de Pierre Fabre
- 1980 : Le Cheval d'orgueil de Claude Chabrol
- 1980 : La légion saute sur Kolwezi, de Raoul Coutard
- 1982 : L'Honneur d'un capitaine de Pierre Schoendoerffer
- 1984 : Le Jumeau d'Yves Robert
- 1986 : La Dernière Image de Mohammed Lakhdar-Hamina

Réalisateur et scénariste
- 1982 : Arms, court-métrage
- 1987 : Châteauroux district